# Шульц, Владимир Леопольдович
Влади́мир Леопо́льдович Шульц (род. 3 августа 1948, Нижний Тагил) — советский и российский социолог, специалист в области социальной философии и современной зарубежной философии, сотрудник органов государственной безопасности. Доктор философских наук, профессор, член-корреспондент РАН. Генерал-полковник.

## Биография
Родился в г. Нижний Тагил (Свердловская область) в семье Леопольда Александровича Шульца — репрессированного российского немца, депортированного с фронта во время Великой Отечественной войны (1941—1945) после Указа Президиума Верховного Совета СССР от 29 августа 1941 г. Выпускник нижнетагильской школы № 32 (серебряная медаль). В 1967 году приехал в г. Ленинград и поступил на философский факультет Ленинградского государственного университета им. А. А. Жданова (ныне Санкт-Петербургский государственный университет).

### Образование, учёные степени и звания
- Ленинградский государственный университет им. А. А. Жданова, философский факультет (Ленинград, 1972).
- Аспирантура по кафедре современной зарубежной философии Ленинградского государственного университета им. А. А. Жданова (Ленинград, 1980).
- Военная академия Генерального штаба Вооружённых сил Российской Федерации (Москва, 2000).
- Доктор философских наук. специальность 09.00.03 «история философии» (Ленинград, 1990 г.). Докторская диссертация — «Теоретико-методологические проблемы социального познания в современной западной социальной философии» (Ленинград, 1989)[1]
- Профессор (1991 г.)
- Член-корреспондент Российской Академии наук (2008 г.)

### Карьера
В 1972—1974 гг. — служба в Вооружённых силах СССР.
В 1974—1976 гг. — преподаватель философии в Лесотехнической Академии (Ленинград).
В 1976—1991 гг. — преподаватель социальной философии и политологии ВПУ МВД СССР.
В 1991—1992 гг. — помощник заместителя министра безопасности Российской Федерации.
В 1992—1995 гг. — заместитель начальника Управления Федеральной службы контрразведки России по г. Санкт-Петербургу и Ленинградской обл.
В 1995—1997 гг. — заместитель начальника Академии ФСБ России — начальник факультета подготовки руководящих кадров (ФПРК). В 1997—1998 гг. — заместитель начальника Академии ФСБ России по научной работе, в 1998—1999 гг. — первый заместитель начальника, а в 1999—2000 гг. — начальник этой академии.
В 2000—2003 гг. — статс-секретарь, заместитель директора ФСБ России
В 2003—2005 гг. — советник президента РАН, а в 2005—2014 гг. — заместитель президента РАН.
С 2013 года — член бюро отделения общественных наук РАН.
С 2000 — член научного совета при Совете безопасности Российской Федерации.
С 2003 года — директор Центра исследования проблем безопасности РАН.
С 2008 года — Член Высшей аттестационной комиссии Минобрнауки Российской Федерации.
С 2009 г. — заведующий отделом Института социально-политических исследований РАН.
С 2012 года — научный руководитель Института проблем безопасности НИУ Высшей школы экономики.
С 2013 года — заведующий кафедрой Высшей школы современных социальных наук МГУ.

## Семья
Женат, имеет дочь и сына.

## Научная деятельность
Шульц В.Л. — специалист в области социологии и экономики знания, теории социального конструирования, теории безопасности социально-экономических систем. Является автором 150 научных работ, в том числе девяти монографий. Внёс большой научный вклад в решение ряда проблем методологии социальных наук. Им разработана классификация направлений социологии знания, решён ряд теоретико-методологических проблем социальных наук, в частности, проблема смысла социального действия, создающего условия для формирования теоретического поля новых философия-социологическихпарадигм, разработана теория социального конструирования, с помощью которой организуется социальная реальность в различных формах. Внёс значительный вклад в обоснование и развитие теории безопасности социально-экономических систем, разработана теория стратегии обеспечения и управления социальной безопасностью, а также технология и методология систем региональной безопасности. В результате обобщающих исследований предложена методология формирования сценариев развития сложных систем, позволяющих производить исследования их поведения при различных стратегических управленческих воздействиях.

## Общественная деятельность
- Заместитель председателя оргкомитета по подготовке Всесоюзного съезда российских немцев (1991 г.).
- Главный редактор журнала «Информационные войны»[8]
- Главный редактор журнала «Национальная безопасность»[9]
- Редактор журнала «Тренды и управление»[10]

## Награды
- Орден Почёта[11]
- Заслуженный деятель науки Российской Федерации[12]
- Лауреат премии Правительства Российской Федерации в области образования[13]
- Почётный сотрудник контрразведки.
- Медаль Совета Безопасности «За заслуги в обеспечении национальной безопасности»[14]

## Воинское звание
- генерал-полковник (2000 г.)

## Список научных трудов
- Метод познания социальных явлений Ю. Хабермаса // Современная западная социология. Межвузовский сборник, Ленинград, Издательство Ленинградского университета, 1979.
- Западные концепции образа жизни в советских исследованиях. Межвузовский сборник, Ленинград, Издательство Ленинградского университета, 1983.
- Основные направления социологии знания. В соавторстве с Корнеевым М. А. Ленинград, Издательство Ленинградского университета, 1985.
- «Диалогика» Ю. Хабермаса// Материалистическая диалектика в 5-ти томах. Т. 5, Гл. VIII. Москва, Мысль, 1985.
- Культурологические тенденции в концепции общественного развития Ю. Хабермаса// Современные политологические и культурологические концепции общественного развития. Ленинград, 1986.
- Анализ концепции социальных изменений Н. Лумана и Ю. Хабермаса//3ападные концепции социальных изменений. Ленинград, 1987.
- Коммуникация и эмансипация. Методологические основы социальной концепции Ю. Хабермаса. В соавторстве с Гайда В. А., Вершининым С. А.. Свердловск, Издательство Уральского университета, 1988.
- Методологические противоречия философии истории А. И. Герцена // О противоречивости исторического развития философии. Ленинград, Издательство Ленинградского Университета, 1989.
- Значение социологии М.Вебера для современной западной социальной философии. Вестник ЛГУ, Серия 6. Вып. 2, № 13, 1989.
- Проблема социологической дополнительности в западной социальной философии. Вестник ЛГУ, Серия 6. Вып. 4, № 16, 1990.
- М. Вебер о природе социального познания // В. ЛГУ. Сер. «Философия». 1990. № 3.
- Человек как идеал научного мировоззрения. В соавторстве с Хон Г. Н. Ленинград, ВПУ, 1990.
- Вопросы безопасности в системе государственного и муниципального управления РФ. В соавторстве с Степашиным С. В.. Санкт-Петербург, 1994.
- Кризис общества и личность // Человек в современной социально-культурной ситуации. СПб., 1994.
- От диалектики к диалогу: социально-философская концепция Ю. Хабермаса. Диалог в философии: Традиции и современность. Санкт-Петербург, 1995.
- Понятие безопасности и угрозы безопасности // Современные проблемы и методы совершенствования управления. Санкт-Петербург, 1997.
- Терроризм как глобальная угроза современности // Глобальные проблемы как источник чрезвычайных ситуаций. Москва, 1998.
- На каком этапе находимся мы сейчас // Мир безопасности. 2000. № 3.
- Вопросы безопасности в системе государственного и муниципального управления РФ, 2-е изд. В соавторстве с Степашиным С. В., Идрисовым Р. Ф. Казань, 2001.
- Экономика и организация безопасности хозяйствующих субъектов. В соавторстве с Гусевым В.С, Кузиным Б.И, Медниковым М. Д., Соколицыным А.С, Степашиным С. В., Федотовым А. В. Санкт-Петербург, 2001.
- Актуальные проблемы общественной безопасности // Научные проблемы национальной безопасности. Москва, 2002 г.
- Н. О. Лосский: Трудные дни 1922 года. В соавторстве с Опалевым А. В. Вестник МГУ, Серия 7. Философия, № 2, 2002.
- Философия Ю. Хабермаса. Москва, Наука, 2005.
- Общество и социальные изменения. Москва, Наука, 2005.
- Социология знания. История и методология. Москва, Наука, 2006.
- Безопасность России. Правовые, социально-экономические и научно-технические аспекты. Анализ риска и проблем безопасности. В 4-х частях.//Ч.1. Основы анализа и регулирования безопасности: Научн. руковод. К. В. Фролов.
- Безопасность России. Правовые, социально-экономические и научно-технические аспекты. Анализ риска и проблем безопасности. В 4-х частях.// Ч.2. Безопасность гражданского и оборонного комплексов и управление рисками: Научн. руковод. К. В. Фролов.
- Безопасность России. Правовые, социально-экономические и научно-технические аспекты. Анализ риска и проблем безопасности. В 4-х частях.// Ч. З. Прикладные вопросы анализа рисков критически важных объектов: Научи. руковод. К. В. Фролов.
- Безопасность России. Правовые, социально-экономические и научно-технические аспекты. Анализ риска и проблем безопасности. В 4-х частях. // Ч.4. Научно-методическая база анализа риска и безопасности: Научн. руковод. К. В. Фролов.
- Парадигмы социологии знания. Хрестоматия. М., Наука, 2007.
- Методология социального познания А. Шютца. Вопросы философии, 2008, № 1.
- Теория и практика экономики и социологии знания (коллектив авторов). М., Наука, 2007 г.
- Основания консолидации российского общества (социологические аспекты). В соавторстве с Локосовым В. В.- М.: РИЦ ИСПИ РН, 2008. — 168с.
- Терроризм в современном мире (коллектив авторов). 2 изд., М., Наука, 2011 г.
- Модернизация системы национальной безопасности (в соавторстве с В. В. Цыгановым); Центр исследования проблем безопасности РАН — М., Наука, 2010 г.
- Социология общественной безопасности (в соавторстве с В. В. Цыгановым); Центр исследования проблем безопасности РАН — М., Наука, 2013 г.
- Безопасность социально-экономических систем (коллектив авторов); Центр исследования проблем безопасности РАН — М., Наука, 2009 г.
- Слова как «квантеры будущего» (в соавторстве с Т. М. Любимовой) // Вопросы философии, № 8, 2013.
- Язык метареальность и прогностическая структура (в соавторстве с Т. М. Любимовой) // Вопросы философии, № 7, 2008.
- Модели и методы анализа и синтеза сценариев развития социально-экономических систем; Центр исследования проблем безопасности РАН, Институт проблем управления им. В. А. Трапезникова РАН (коллектив авторов) — М., Наука, 2012 г.